# 모샤브
모샤브(moshav, 히브리어: מוֹשָׁב, 복수형 מוֹשָׁבִים/모샤빔/moshavim, 문자 그대로 해석하면 "정착지, 마을"의 뜻)은 이스라엘 마을 또는 유대인 정착지의 한 유형으로, 특히 1904년에서 1904년 사이에 노동 시온주의자들이 개척한 개별 농장으로 구성된 협동 농업 공동체의 한 유형이다. 1914년, 이른바 제2의 알리야 파동이 일어났던 시기이다. 모샤브의 거주자 또는 구성원은 "모샤빈크"(ֹmoshavnik, מוֹשַׁבְנִיק)라고 한다. 모샤빔 운동(Moshavim Movement)이라는 상위 조직이 있다.
모샤빔(moshavim)은 지역사회 노동에 중점을 둔 키부츠와 유사하다. 이들은 20세기 초 영국 팔레스타인 위임통치령의 녹색혁명 이슈브(히브리어로 '정착'을 의미)에 따른 시온주의 국가 건설 프로그램의 일환으로 설계되었다. 그러나 집단 농업 키부츠와 달리 모샤브의 농장은 개인이 소유하되 크기가 고정되어 있어야 한다. 노동자들은 개인 또는 공동 노동을 통해 자신의 소유지에서 농작물과 기타 상품을 생산했으며 이윤과 식료품은 스스로 제공했다. 모샤빔은 선출된 위원회(ועד)에 의해 통치된다. 지역사회 프로젝트와 시설은 특별세(מס ועד)로 자금을 조달했다. 이 세금은 지역 사회의 모든 가구에 동일하게 부과되었다.